# Свиридовский, Анатолий Григорьевич
Анатолий Григорьевич Свиридовский (1922—1968) — лейтенант Советской Армии, участник Великой Отечественной войны, Герой Советского Союза (1944).

## Биография
Анатолий Свиридовский родился 4 августа 1922 года в селе Новый Белоус (ныне — Черниговский район Черниговской области Украины). После окончания семи классов школы проживал в Чернигове, работал в местной типографии. В 1941 году Свиридовский был призван на службу в Рабоче-крестьянскую Красную Армию. С августа 1942 года — на фронтах Великой Отечественной войны.
К сентябрю 1943 года гвардии сержант Анатолий Свиридовский командовал орудием 4-й батареи 197-го гвардейского артиллерийского полка 92-й гвардейской стрелковой дивизии 37-й армии Степного фронта. Отличился во время битвы за Днепр. В ночь с 29 на 30 сентября 1943 года расчёт Свиридовского переправился через Днепр в районе села Келеберда Кременчугского района Полтавской области Украинской ССР и принял активное участие в боях за захват и удержание плацдарма на его западном берегу, уничтожив 2 артиллерийских орудия, 2 пулемёта, 1 дзот и большое количество солдат и офицеров противника. 14 октября 1943 года в бою Свиридовский с товарищами уничтожил 5 немецких танков. Несмотря на повреждения орудия, продолжал вести огонь.
Указом Президиума Верховного Совета СССР «О присвоении звания Героя Советского Союза генералам, офицерскому, сержантскому и рядовому составу Красной Армии» от 22 февраля 1944 года за «образцовое выполнение боевых заданий командования при форсировании реки Днепр, развитие боевых успехов на правом берегу реки и проявленные при этом отвагу и геройство» гвардии сержант Анатолий Свиридовский был удостоен высокого звания Героя Советского Союза с вручением ордена Ленина и медали «Золотая Звезда» за номером 3611.
В 1945 году Свиридовский окончил курсы младших лейтенантов. В 1952 году в звании лейтенанта он был уволен в запас. Проживал и работал в родном селе. Скоропостижно скончался 3 марта 1968 года, похоронен в Новом Белоусе.
Был также награждён рядом медалей.
В честь Свиридовского названа улица в Новом Белоусе.